# Luc Letellier de Saint-Just

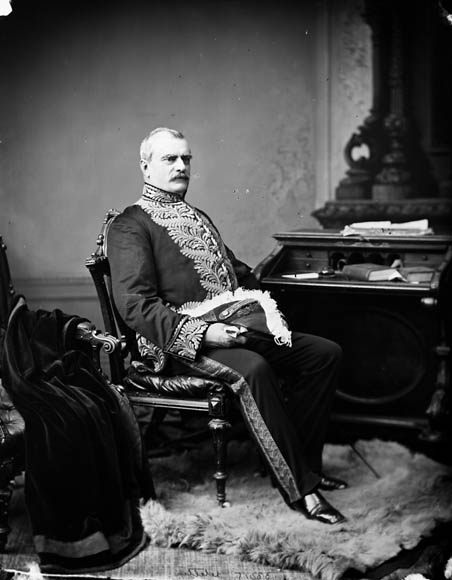
Luc Letellier de Saint-Just

Luc Letellier de Saint-Just, PC (* 12. Mai 1820 in Rivière-Ouelle, Niederkanada; † 28. Januar 1881 ebenda) war ein kanadischer Politiker. Von 1867 bis 1876 gehörte er dem Senat an und war drei Jahre lang kanadischer Landwirtschaftsminister. Danach amtierte er bis 1879 als Vizegouverneur der Provinz Québec.

## Biografie
Saint-Just studierte am Petit Séminaire de Québec und arbeitete ab 1841 als Notar. Im Februar 1851 siegte er bei einer Nachwahl im Wahlbezirk Kamouraska an und zog ins Unterhaus der Provinz Kanada ein. Doch bereits im November desselben Jahres verlor er den Sitz wieder an Jean-Charles Chapais. Beständigeren Erfolg hatte er, als ihm 1860 die Wahl ins Oberhaus der Provinz Kanada gelang. Von Mai 1863 bis März 1864 war er Landwirtschaftsminister in John Sandfield Macdonalds liberaler Regierung.
Letellier lehnte die Formierung eines kanadischen Bundesstaates ab, fand sich aber damit ab, als dieser doch Gestalt annahm. Im November 1867 wurde er zum Senator ernannt und führte im kanadischen Oberhaus die liberale Opposition an, bis diese im November 1873 an die Macht gelangte. Premierminister Alexander Mackenzie nahm ihn daraufhin als Landwirtschaftsminister ins Bundeskabinett auf. Er konnte den Generalgouverneur davon überzeugen, die Todesstrafe gegen Ambroise-Dydime Lépine, die rechte Hand von Métis-Rebellenführer Louis Riel, aufzuheben.
Generalgouverneur Lord Dufferin vereidigte ihn am 15. Dezember 1876 als Vizegouverneur von Québec. Seine Amtsführung sorgte für eine Kontroverse. Am 1. März 1878 entließ er die konservative Provinzregierung von Charles-Eugène Boucher de Boucherville, obwohl diese in der Nationalversammlung eine Mehrheit von 20 Sitzen hatte und den Legislativrat im Verhältnis 2:1 dominierte. Saint-Just vertrat den Standpunkt, die Regierung sei inkompetent und im Bereich der Eisenbahngesetzgebung korrupt. Boucherville bezeichnete seine Absetzung als „Staatsstreich“ und beschwerte sich beim Generalgouverneur. Nachdem die Konservativen die Unterhauswahl 1878 gewonnen hatten und wieder die Bundesregierung stellten, versuchten sie, Saint-Just absetzen zu lassen. Generalgouverneur Lord Argyll leitete das Begehren an das Colonial Office in London weiter. Dieses gab ihm die Anweisung, die Forderung der kanadischen Regierung zu erfüllen, woraufhin er Saint-Just am 25. Juli 1879 seines Amtes enthob.